# Maniquí caranegre
El maniquí caranegre (Lonchura molucca) és un ocell de la família dels estríldids (Estrildidae).

## Hàbitat i distribució
Habita praderies i camps d'arròs de les terres baixes de Wallacea, a Sulawesi i algunes illes properes, illes al Mar de Flores, Illes Petites de la Sonda i Moluques.